# Черната перла (сериал, Турция)
„Черната перла“ (на турски: Siyah İnci) е турски драматичен сериал, излязъл през 2017 г. Сериалът се състои от 20 епизода, и завършва през февруари 2018 г.

## Сюжет
Хазал, млада и красива девойка е сгодена за младия рибар Кенан, но ден преди сватбата им, е принудена да се омъжи за Вурал, влиятелен бизнесмен, който е влюбен до полуда в нея защото тя прилича на мъртвата му съпруга Наз . Вурал и Хазал се запознават на празненството по повод неговия рожден ден, където тя е сервитьорка. В сериала се разказва за влюбения Кенан, който смята, че Хазал го е изоставила, заради охолния живот, който може да и осигури Вурал и за Хазал, която е принудена да се раздели с любовта на живота си. Хазал и Кенан се събират, но предстоят тайни които трябва да се разкрият.

## Излъчване
| Сезон | Епизоди | Начало на сезона  | Край на сезона   | Всички епизоди | ТВ сезон    | ТВ канал | Дата и час        |
| ----- | ------- | ----------------- | ---------------- | -------------- | ----------- | -------- | ----------------- |
| 1     | 20      | 28 септември 2017 | 15 февруари 2018 | 1 – 20         | 2017 – 2018 | Star TV  | четвъртък (20:00) |

## Излъчване в България
| Сезон | Епизоди | Начало на сезона | Край на сезона    | Всички епизоди | ТВ сезон | ТВ канал     | Дата и час                 |
| ----- | ------- | ---------------- | ----------------- | -------------- | -------- | ------------ | -------------------------- |
| 1     | 67      | 21 май 2018 г.   | 21 август 2018 г. | 1 – 67         | 2018 г.  | Диема Фемили | всеки делничен ден (22:00) |

## Актьорски състав
- Толгахан Сайъшман – Кенан Челеби
- Ханде Ерчел – Хазал Санджак Демироулу-Челеби
- Берк Хакман – Вурал Демироулу
- Хюсеин Авни Данял – Азиз Топрак
- Йешим Бюбер – Мелек Санджак
- Назми Кирик – Халил Санджак
- Нериман Угур – Джанан Демироулу
- Мелис Сезен – Ебру Санджак
- Бурак Алтай – Ахмет Челеби
- Чаала Демир – Едже Топрак
- Ипек Бааръджък – Дефне Демироулу
- Селин Ъшък – Ърмак Демироулу
- Хакан Челикер – Генджер
- Бурак Чимен – Кафес
- Мехмет Мехмедоф – Синан Демироулу

## В България
В България сериалът започва излъчване на 21 май 2018 г. по Диема Фемили и завършва на 21 август. На 12 октомври 2019 г. започва повторно излъчване и завършва на 2 февруари 2020 г. На 23 юли започва ново повторение и завършва на 23 октомври. Ролите се озвучават от Йорданка Илова, Таня Димитрова, Петя Абаджиева, Силви Стоицов, Светозар Кокаланов и Ивайло Велчев.